# Compsocerops
Compsocerops es un género de anfibio temnospóndilo extinto que vivió al Triásico superior en el que actualmente es la India.

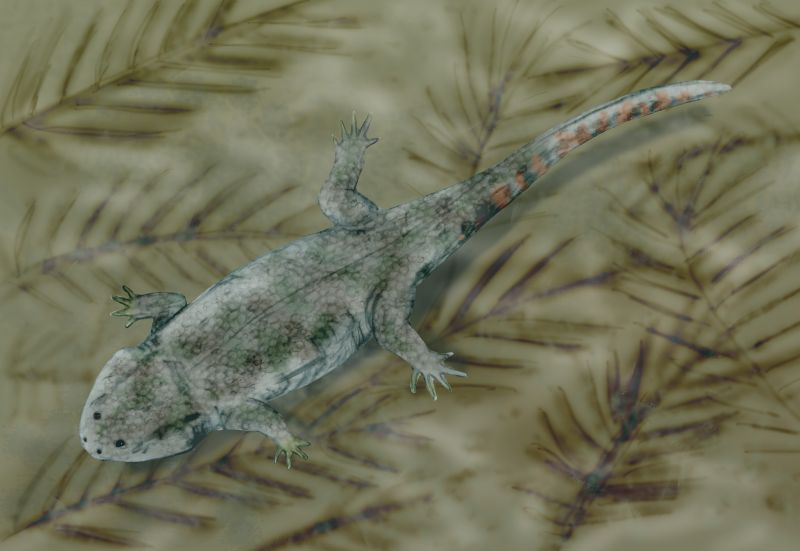
Compsocerops cosgriffi